# Lijst van rijksmonumenten in Reeuwijk (plaats)
De plaats Reeuwijk telt 11 inschrijvingen in het rijksmonumentenregister. Hieronder een overzicht.
| Object | Oorspronkelijke functie?  | Bouwjaar              | Architect | Locatie                | Coördinaten?                 | Nr.?   | Afbeelding |
| --- | ------------------------- | --------------------- | --------- | ---------------------- | ---------------------------- | ------ | --- |
| Gepleisterd huis zonder verdieping, met pannen schilddak | Woonhuis                  | eerste helft 19e eeuw |           | 's-Gravenbroekseweg 1  | 52° 2' 34" NB, 4° 43' 20" OL | 32402  | Meer afbeeldingen |
| Huisje onder zadeldak | Woonhuis                  | ca. 1800              |           | 's-Gravenbroekseweg 7  | 52° 2' 34" NB, 4° 43' 31" OL | 32403  | Meer afbeeldingen |
| Gepleisterd huisje onder zadeldak. Vensters met zes- en negenruitsschuiframen in de zijgevel | Woonhuis                  | ca. 1800              |           | 's-Gravenbroekseweg 9  | 52° 2' 34" NB, 4° 43' 31" OL | 32404  | Meer afbeeldingen |
| Boerderij. Rieten wolfdak, vlechtingen, vensters met zesruitsschuiframen. | Boerderij                 | midden 19e eeuw       |           | 's-Gravenbroekseweg 19 | 52° 2' 35" NB, 4° 43' 48" OL | 32405  | Meer afbeeldingen |
| Fraai gelegen boerderij, onder langgerekt, rieten wolfdak. De Johannes Hoeve | Boerderij                 | midden 19e eeuw       |           | 's-Gravenbroekseweg 21 | 52° 2' 36" NB, 4° 43' 57" OL | 32406  | Meer afbeeldingen |
| Boerderij onder rieten wolfdak. Voorgevel met vlechtingen en vensters met flauw gebogen kalven. Strekken van afwisselend gele en rode steen | Boerderij                 | midden 19e eeuw       |           | Oud Reeuwijkseweg 29   | 52° 3' 27" NB, 4° 42' 52" OL | 32408  | Meer afbeeldingen |
| Twee bakstenen hekpijler | Erfscheiding              |                       |           | Oukoopsedijk 8         | 52° 1' 51" NB, 4° 46' 29" OL | 32409  | Meer afbeeldingen |
| Oukoopse Molen | Industrie- en poldermolen | 17e eeuw              |           | Prinsendijk 6          | 52° 1' 59" NB, 4° 47' 17" OL | 32410  | Meer afbeeldingen |
| Eenvoudig vissershuisje, met gepleisterde muren en pannen wolfdak. Vensters met zesruitsschuiframen. Op het erf een smuiger | Woonhuis                  | begin 19e eeuw        |           | Twaalfmorgen 7         | 52° 1' 12" NB, 4° 45' 31" OL | 32411  | Meer afbeeldingen |
| De Hofstede aan de Kerfwetering | Boerderij                 | mogelijk 1606         |           | Lecksdijk 22           | 52° 2' 40" NB, 4° 46' 14" OL | 524416 | Meer afbeeldingen |
| Erf deels voorzien van een oude klinkerbestrating, deels van grind en groenaanleg met enkele oude bomen (o.a. paardenkastanje). De bijbehorende authentieke toegangsweg is onverhard. Aan het begin van de toegangsweg staat een eenvoudig spijlenhek zonder decoraties van rond 1900. | Boerderij                 | 1606                  |           | Lecksdijk bij 22       | 52° 2' 40" NB, 4° 46' 14" OL | 529062 | Erf deels voorzien van een oude klinkerbestrating, deels van grind en groenaanleg met enkele oude bomen (o.a. paardenkastanje). De bijbehorende authentieke toegangsweg is onverhard. Aan het begin van de toegangsweg staat een eenvoudig spijlenhek zonder decoraties van rond 1900. |